# Grammitis heterophylla
Grammitis heterophylla là một loài dương xỉ trong họ Polypodiaceae. Loài này được Labill. mô tả khoa học đầu tiên năm 1806.
Danh pháp khoa học của loài này chưa được làm sáng tỏ. 